# Платан (мата)

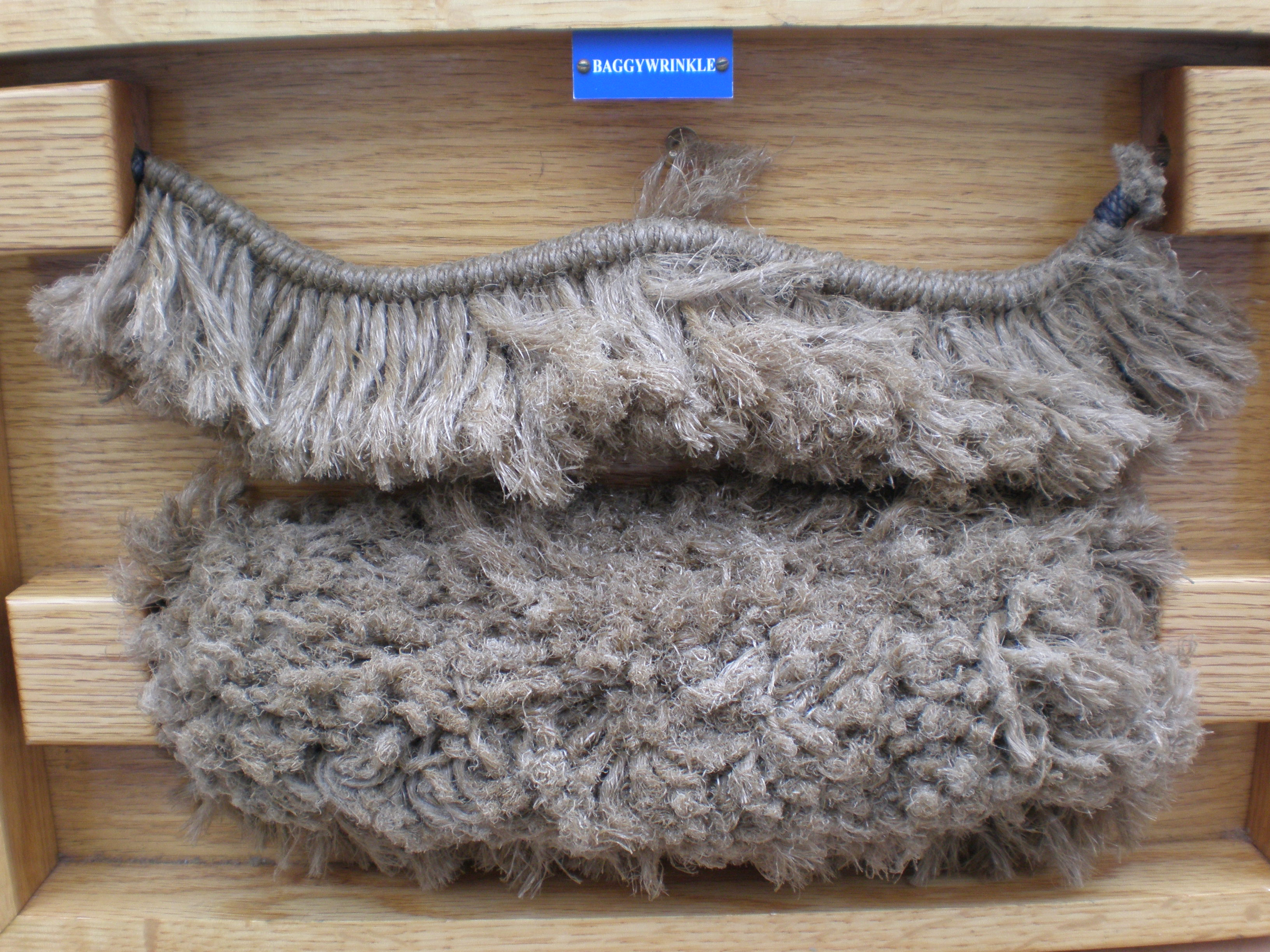
Платан у вигляді бахроми з каболки, обв'язаної навколо марліня

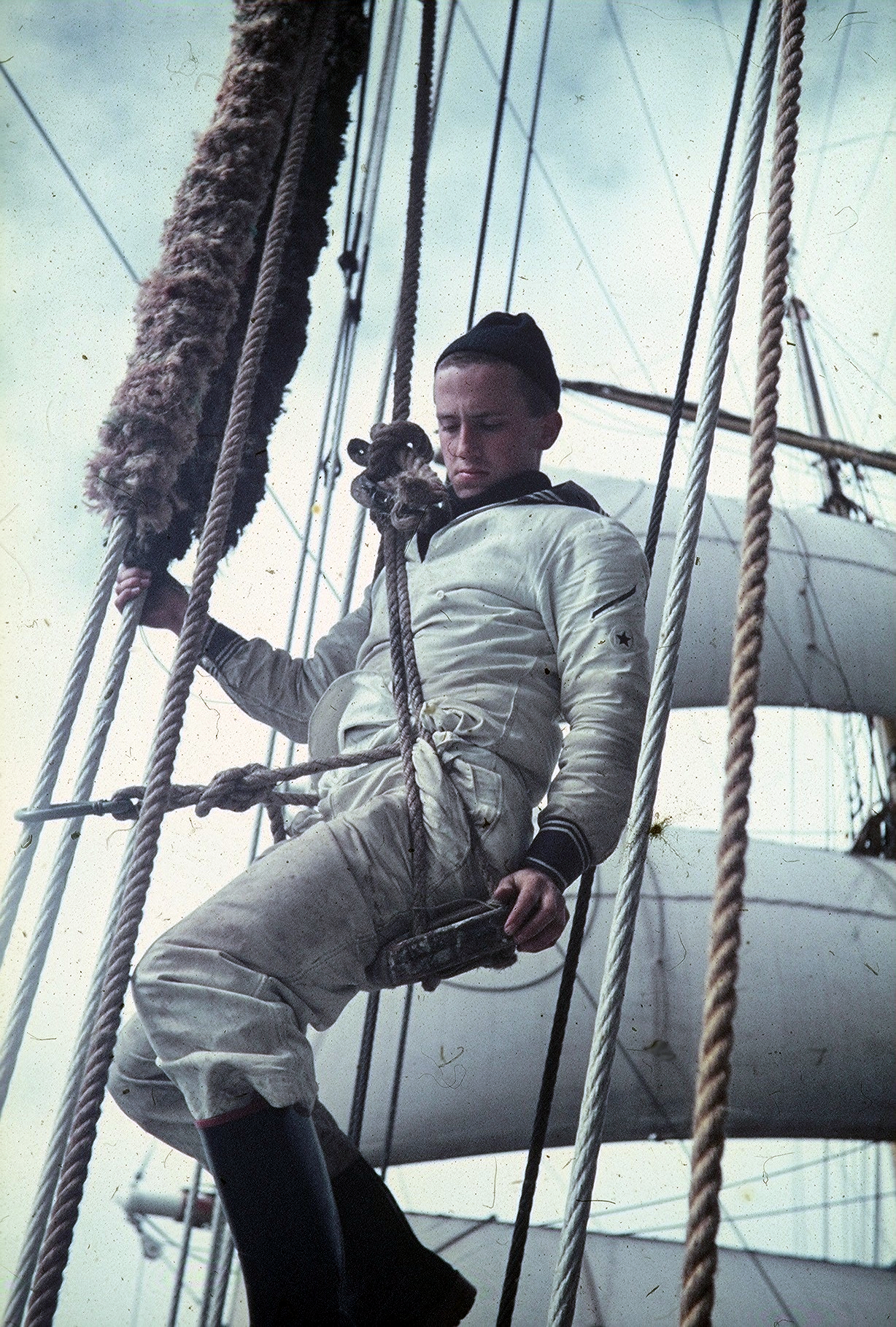

Платан, платин, платинг (англ. plating — «покриття, обшивка») — плетена мата, якою обгортають частини стоячого такелажу, рангоуту та ін. з метою зменшення тертя під час походів. Вітрила входять у зіткнення з елементами рангоуту і такелажу в багатьох ділянках, тому на незахищених вітрилах невдовзі утворюються потертості, які переходять з часом у діри. Платан, зроблений з м'якого матеріалу, забезпечує більш зносостійку поверхню.
Платани виготовляють з каболок, взятих від старих розпущених тросів. Між двома предметами натягають паралельно два марліні, до яких кріплять відрізки каболок, використовуючи для цієї мети спеціальний вузол. Таким чином утворюється своєрідна бахрома на двох поздовжніх нитках, яка, будучи обгорнута навколо троса, стає мохнатою циліндричною оболонкою.